# Suprematismo
O suprematismo (em russo, супрематизм) foi um movimento artístico russo, centrado em formas geométricas básicas — particularmente o quadrado e o círculo — e tido como a primeira escola sistemática de pintura abstrata do movimento moderno.
Seu desenvolvimento foi iniciado por volta de 1913 pelo pintor Kazimir Malevich. Em 1918, na mostra O Alvo, em Moscou, Malevitch expôs o Quadrado preto sobre um fundo branco. Em O mundo sem objeto, livro publicado em  1927 pela Bauhaus, Malevich descreve a inspiração que deu origem à poderosa imagem do quadrado negro sobre um fundo branco:
"Eu sentia apenas noite dentro de mim, e foi então que concebi a nova arte, que chamei suprematismo."

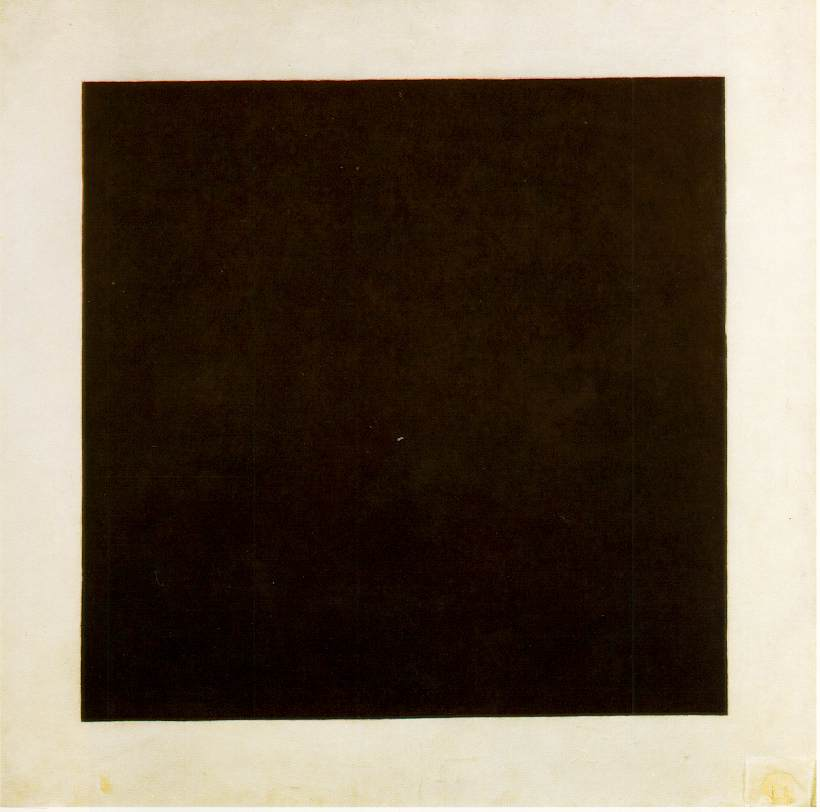
Quadrado negro sobre fundo branco de Kasimir Malevich (1918).

O  manifesto do movimento, Do cubismo ao suprematismo, escrito por Malevich e pelo poeta Mayakovsky, foi publicado em 1925, e nele o suprematismo será definido como "a supremacia do puro sentimento". O essencial era a sensibilidade em si mesma, independentemente do meio de origem.
À epoca da publicação do manifesto, Malevich já era um artista importante, tendo participado, com trabalhos cubo-futuristas, das mostras coletivas do grupo Der Blaue Reiter  (O Cavaleiro Azul), em Munique, e do Rabo do burro (russo: Ослиный хвост, em Moscou), ambas em 1912, sendo esta última concebida como a primeira ruptura consciente dos artistas russos com a Europa e a afirmação de uma escola russa, independente.
As pesquisas formais levadas a cabo pelas vanguardas russas do começo do século XX, o raionismo (ou raísmo) de Mikhail Larionov (1881-1964) e Natalia Goncharova (1881-1962) e o construtivismo de Vladimir Evgrafovic Tatlin (1885-1953), a proliferação de novas formas artísticas em pintura, poesia e teatro, bem como um renovado interesse pela tradição da arte folclórica russa, constituíam o ambiente de grande efervescência ideológica e artística pré-revolucionária em que Malevich vai defender uma arte livre de finalidades práticas e comprometida com a pura visualidade plástica. 
Trata-se de romper com a ideia de imitação da natureza, com as formas ilusionistas, com a luz e a cor naturalistas — experimentadas pelo impressionismo — e com qualquer referência ao mundo objetivo, que o cubismo de certa forma ainda alimentava. Malevich ainda fala em "realismo", e o faz a partir das sugestões do místico e matemático russo P.D. Ouspensky, que defende haver por trás do mundo visível um outro mundo, uma espécie de quarta dimensão, além das três a que nossos sentidos têm acesso. O suprematismo representaria essa realidade, esse "mundo não-objetivo", referido a uma ordem superior de relação entre os fenômenos — uma forma de "energia espiritual abstrata" —, que é invisível mas nem por isso menos real. 
A partir de 1915, o suprematismo de Malevitch e o construtivismo de Tatlin serão as duas grandes correntes da vanguarda ideológica e revolucionária russa, liderada por Mayakovsky e oficialmente apoiada pelo comissário para a instrução do governo de Lênin, Lunacharsky.
Na "Última Exposição Futurística de Pinturas: 0.10", organizada por Ivan Puni, em Petrogrado, em dezembro de 1915, Malevich escolheu o termo "suprematismo" para descrever suas próprias pinturas, porque era o primeiro movimento artístico a reduzir a pintura à pura abstração geométrica. Ao todo ele mostrou trinta e cinco trabalhos abstratos.  
Em 1920, Malevich publicará ainda um ensaio denominado O suprematismo ou o mundo da não representação, aprofundando os aspectos teóricos do movimento. Segundo Malevich, o artista moderno deveria ter em vista uma arte finalmente liberada dos fins práticos e estéticos, trabalhando somente segundo a pura sensibilidade plástica.
O suprematismo permanecerá essencialmente ligado ao nome do seu criador, embora os reflexos da sua poética ultrapassem as pinturas e modelos arquitetônicos do artista. Seus maiores expoentes, além do próprio Malevich, foram El Lissitzky, Lyubov Popova, Ivan Puni e Aleksandr Rodchenko. 